# Brachionus sericus
Brachionus sericus är en hjuldjursart som beskrevs av Rousselet 1907. Brachionus sericus ingår i släktet Brachionus och familjen Brachionidae. Arten är reproducerande i Sverige. Inga underarter finns listade i Catalogue of Life.